# Фридлянд, Антон Викторович
Антон Викторович Фридлянд (укр. Антон Вікторович Фрідлянд; род. 19 мая 1976, Киев) — украинский писатель-постмодернист, журналист и сценарист. Автор интеллектуального детектива «Запах шахмат» (его жанр автор определяет как «роман-самоубийство»), романов «Дорогое удовольствие», «День Банана», «Похитители мифов», анти-утопии «Сталинбург» и сборников рассказов «Конспирология», «№7», «О мой бот!». Один из родоначальников жанра скринлайф в литературе – рассказов и повестей, написанных в форме чатов.

## Биография

### Ранние годы
Родился 19 мая 1976 года в Киеве. Отец – Виктор Исакович Фридлянд, ювелир (1935 - 2023). Мать – Лариса Григорьевна Зубок (род. 1944). Брат Антона – Никодим Викторович Зубок (1968 - 2021).
Антон закончил среднюю школу №39 в Киеве. В 16 лет поступил в Киевский педагогический университет им. Драгоманова и окончил филологический факультет по специальностям «Русский язык и литература и иврит». Помимо иврита Антон владеет английским, испанским и польским языками.

### Журналистская деятельность
В качестве автора Антон сотрудничал с украинскими журналами Playboy, «Zефир», «НАШ», «Молоко», «Новое Время», «Капитал», а также с онлайн-изданиями platfor.ma, officiel-online.com и 34travel.me.
С 2007 по 2013 год работал шеф-редактором украинского журнала о путешествиях «Unique».

### Профессиональная деятельность
Карьера Антона связана со сферой маркетинга, коммуникаций и PR. Работал в следующих рекламных агентствах: Saatchi & Saatchi Ukraine (1997-1999) – специалист по наружной рекламе и «USP Creative & Events» (1999-2007) – креативный директор и совладелец.
С 2013 по 2014 год Антон работал PR-директором известного одесского ресторатора Саввы Либкина. Позднее, в 2021 году Либкин в соавторстве с Фридляндом выпустил книгу «Бизнес по-одесски».
С 2014 по 2017 год занимался фрилансом, специализируясь на нейминге, разработке брендов и создании рекламных кампаний.
С 2017 по 2022 год работал креативным директором в компании «SAGA Development».
C 2022 по 2024 год работал PR-директором в компании «Hayat Estate».

### Литературная деятельность
Антон занимался литературным творчеством еще в школе, новой первый роман «Запах шахмат», принесший ему известность, написал в возрасте 24 лет. Роман вошел в шорт-лист российской литературной премии «Дебют» и был издан в 2000 году издательством «АСТ». В книгу также вошла повесть «Метро».
Критик Илья Кукулин отмечал в связи с публикацией романа, что творческая манера Фридлянда опирается на «фильмы Тарантино, киберпанк, фильм Габриэля Сальваторе „Нирвана“, клипы MTV, клубно-наркотическую субкультуру, Курта Воннегута… В результате их скрещивания и перемешивания получаются странные и весьма стильные интеллектуальные боевики с действием в Киеве. Вроде бы сразу много на что похоже — а способ соединения свой»
Следующий роман «Дорогое удовольствие» был издан в 2003 году украинским издательством «Фолио». В центре сюжета этого фантастического произведения – вирус, принуждающий своих носителей поедать золото. Действие романа происходит в Киеве.
Жанр романа «День Банана», выпущенного издательством «Фолио», автор определяет как «комикс без картинок». Роман написан в жанре кибер-панк и повествует о компании подростков, которые становятся террористами под влиянием электронных наркотиков. В книгу также вошли 50 рассказов и пьеса «2,5 сестры», написанная в жанре сатирической фантасмагории.
Авантюрный роман «Похитители мифов», выпущенный издательством «Фолио» в 2010 году, написан в жанре магический реализм и повествует об охоте за артефактом – первым дошедшим до нас шумерским мифом. В этом романе автор создал собственную космологию, изображающую возникновение жизни на Земле и первой цивилизации.
Сборник рассказов «Конспирология» был самостоятельно выпущен автором в 2015 году в формате арт-бука, существующего в единственном экземпляре. Все тексты книги воспроизведены каллиграфами, а иллюстрацию для обложки выполнил известный украинский художник Александр Ройтбурд.
В 2016 году издательством Vivat выпустило сборник путевых заметок Антона «Путешествия вместо туризма».
Сборник рассказов «№7» был выпущен издательством Vivat в 2018 году. Помимо рассказов в книгу вошла пьеса «Аллергия».
В 2018 году Антон выложил в открытый доступ свой роман «Сталинбург», действие которого происходит в альтернативной реальности, где СССР не распадался, а коммунизм стал религией.
Начиная с 2020 года Антон, экспериментируя с литературными форматами на своей странице в Facebook, стал одним из родоначальников литературного жанра скринлайф. Его рассказы в форме переписки в чатах стали пользоваться необычайной популярностью среди подписчиков – некоторые из них набирали более 1000 перепостов.
В 2021 году издательство «BookChef» выпустило электронную книгу «О мой бот!», в которую вошли 17 рассказов Антона, написанных в форме переписки в чатах.

### Сценарная деятельность
Антон Фридлянд – автор сценариев украинских телевизионных мюзиклов: «Вечера на хуторе близ Диканьки» (2001), «Золушка» (2002) , «Звездные каникулы» (2006).
Фильм «Вечера на хуторе близ Диканьки» стал первым украинским телевизионным мюзиклом и породил целую волну музыкальных фильмов, выходивших затем на украинских телеканалах.

### Личная жизнь
В 2008 году Антон женился на украинской писательнице Ирене Карпе. Спустя год пара развелась.
В 2013 году Антон женился на украинской модели Анне Радионовой. В 2022 году у Антона и Анны родилась дочь – Диана Фридлянд.

## Литературные произведения
- Роман «Запах шахмат» (2000) — в книгу также вошла повесть «Метро»
- Роман «Дорогое удовольствие» (2003)
- Роман «День Банана» (2005) — в книгу также вошли 50 рассказов и пьеса «2,5 сестры»
- Роман «Похитители мифов» (2010)
- Сборник рассказов «Конспирология» (2015) — арт-бук, изданный в единственном экземпляре
- Путевые заметки «Путешествия вместо туризма» (2016)
- Сборник рассказов «№ 7» (2018) — в книгу также вошла пьеса «Аллергия»
- Роман «Сталинбург» (2018) — выложен в открытом доступе: http://stalinburg.com/
- Сборник рассказов «О мой бот!» (2021)

## Фильмография

### Сценарист
- «Вечера на хуторе близ Диканьки» (Украина, 2001)
- «Золушка» (Украина, 2002).
- «Звёздные каникулы» (Украина-Россия, 2006).

### Актер
- 1991 «Танго смерти» — Хлоня.

### В социальных сетях
- https://www.facebook.com/freedland.anton/ — Антон Фридлянд в Facebook
- https://www.instagram.com/anton.freedland/ — Антон Фридлянд в Instagram